# Der Kuss der Spinnenfrau (Roman)
Der Kuss der Spinnenfrau (spanischer Originaltitel: El beso de la mujer araña) ist der erfolgreichste Roman des argentinischen Schriftstellers Manuel Puig; er erschien 1976. Die deutsche Übersetzung wurde von Anneliese Botond erstellt und erschien 1979 im Verlag Suhrkamp.

## Inhalt
In dem Roman sitzen der homosexuelle oder transgeschlechtliche Molina, wegen Homosexualität zu acht Jahren Gefängnis verurteilt, und der wegen linksextremer Aktivitäten inhaftierte marxistische Revolutionär Valentín Arregui in einer Gefängniszelle, und Molina erzählt Valentín Filminhalte alter Hollywood- und Ufafilme der 1930er und 1940er Jahre. Dabei verliebt sich Molina in Valentín. Beide Männer nähern sich einander an, und die starren Geschlechterrollen lösen sich auf. Zudem pflegte Molina Valentín, nachdem dieser mit Medikamenten vergiftetes Essen erhalten hatte, mit dem Valentín physisch geschwächt werden sollte, damit er Molina gegenüber Informationen preisgibt, der sie an die Gefängnisleitung weitergeben würde. Molina warnt Valentín jedoch vor vergiftetem Essen und Trinken und teilt seine Nahrung mit Valentín. Valentín zeigt sich dafür sehr dankbar. Molina wird schließlich entlassen, führt dann aber einen Auftrag für die Widerstandskämpfer von Valentín aus und wird dabei erschossen. Valentín bleibt im Gefängnis, sein Ende ist unklar. Im letzten Kapitel deliriert er jedoch unter den Folgen der Folter.

## Form
Auffallend ist dabei die völlige Abwesenheit eines Erzählers, vielmehr besteht der Roman nur aus gesprochener Rede, Bewusstseinsströmen und gegen Ende aus Polizeiberichten. Völlig von der Handlung losgelöst erfolgt in neun Fußnoten eine wissenschaftliche Abhandlung über das Wesen und die Ursachen der Homosexualität. Der Erzähler tritt also nur durch die Auswahl der Textstücke zutage. Wie im filmischen Verfahren der Montage werden sie so von ihm geordnet und gegenübergestellt.
Valentín und Molina kommunizieren über die Filme, die in gewissem Sinne eine Allegorie zu ihrer eigenen Situation darstellen. Es werden schwierige Liebesverhältnisse dargestellt, die Opferbereitschaft der liebenden Frau, die Situation der Unterdrückung und das Gefangensein.

## Titel
Der erste Film, den Molina beschreibt, ist Katzenmenschen und handelt von einer Frau, die sich weigert, ihren Mann überhaupt zu küssen, weil sie glaubt, dass sie dazu verflucht ist, sich bei Erregung in einen mörderischen Panther zu verwandeln. Kurz bevor Molina (der sich gelegentlich als Frau bezeichnet) freigelassen wird, haben die Zellengenossen eine kurze sexuelle Beziehung, und Valentín sagt ihm, dass er nicht die Pantherfrau sei, die niemals jemanden küssen kann: „Du bist die Spinnenfrau, du fängst die Männer in deinem Netz ein.“ In Valentíns Delirium am Ende des Romans taucht die Spinnenfrau als Wegweiser zur von Valentín ersehnten Nahrung auf.

## Adaptionen
- 1983 schuf Manuel Puig eine theatralische Bearbeitung seines Romanes, die 1985 im Londoner West End in englischer Sprache am Bush Theatre uraufgeführt wurde.
- 1985 erschien die Verfilmung des Romans in der Regie von Héctor Babenco. Siehe: Kuß der Spinnenfrau. In den Hauptrollen spielen William Hurt, Raúl Juliá und Sônia Braga.
- 1992 wurde das auf Puigs Roman basierende Musical Kuss der Spinnenfrau von John Kander, Fred Ebb und Terrence McNally im Londoner West End uraufgeführt.